# Apyrauna maculicornis
Apyrauna maculicornis är en skalbaggsart som först beskrevs av Germain 1898.  Apyrauna maculicornis ingår i släktet Apyrauna och familjen långhorningar. Inga underarter finns listade.